# Frayssexualidade

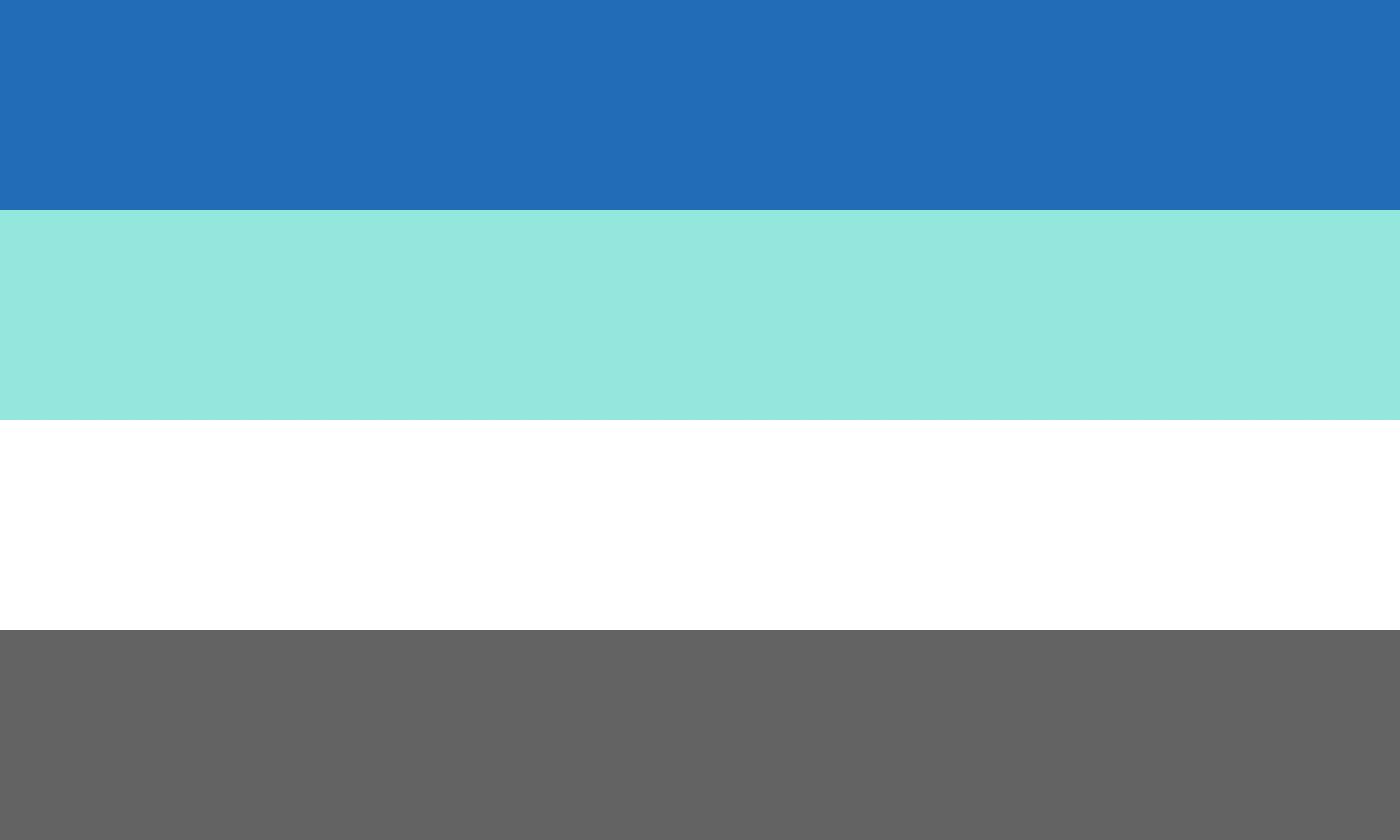
Bandeira da fraissexualidade.

Fraissexualidade, frayssexualidade ou, por vezes, ignotassexualidade é um espectro da área cinza da assexualidade em que uma pessoa só sente atração sexual se não tiver vínculo afetivo. A atração pode desaparecer caso se desenvolva uma conexão emocional e/ou afetiva. De certa forma, o surgimento de atração na fraissexualidade está condicionado quase que unicamente às pessoas desconhecidas, chegando até a sentir atração imediata por estas.
Na fraissexualidade, assim como outros termos da área cinza, está em uma zona de indefinição de identidade sexual, por não especificar necessariamente para qual sexo biológico ou gênero alguém frai direciona sua atração (já que aqui a não existência de conexão é o mais importante) deste modo, quando uma atração surge, ela não dependerá de tais características.
A fraissexualidade é geralmente tida como oposta à demissexualidade.

## O termo
A atribuição do termo fray como sexualidade é creditada ao usuário edensmachine do Tumblr, conta desativada, e existe ao menos desde 2014. O termo frayssexual é, provavelmente, um neologismo advindo de fray do inglês, que significa briga, que poderia representar a falta ou quebra de laços afetivos em pessoas brigando.

## Bandeira
A bandeira fray geral foi feita por Lyric, ou pridearchive no Tumblr, em 28 de julho de 2014, que atribuiu os seguintes significados às cores:
- Azul e ciano representam a ausência de proximidade. São opostas ao amarelo e vermelho, que representam amor platônico e romântico, respectivamente;
- Branco representa a ausência de atração; e o
- Cinzo que representa a área cinza e/ou a confusão associada com sentimentos fray.[1]

## Condicionantes e orientações
Muito embora o espectro da área cinza não levem em conta as orientações sexual e/ou romântica como condicionantes à atração experimentada pelos mesmos. Como os exemplos
- da própria fraissexualidade que apresenta como condição ao surgimento de atração a inexistência de conexão emocional com alguém;
- da demissexualidade que apresenta como condição ao surgimento de atração a formação de uma conexão emocional profunda com alguém;[17]
- da noetissexualidade que apresenta como condição ao surgimento de atração à mentalidade;[18]

É comum que pessoas grace (isto é, pessoas que se identificam em espectro da área cinza) se identifiquem com alguma orientação sexual, assim sendo, é necessário diferenciar sexualidade como um todo de seus aspectos de orientação, seja sexual e/ou romântica. Assim, alguém pode se identificar como frai, ou outro espectro da área cinza, e como hétero, homo, bi etc. ao mesmo tempo. Tal rotulação é relevante para reconhecer e/ou completar uma identidade, identificando as relações que venham a desejar seguir.
A combinação de rótulos também ajuda na comunicação de uma identidade a outros, assim:
- alguém que se identifique como hétero fraissexual está expressando sua atração frai apenas direcionado ao sexo oposto;
- ou alguém que se identifique como homo fraissexual está expressando sua atração frai apenas direcionado ao mesmo sexo.

E assim por diante com outros rótulos (bi, pan etc.).